# Ґури (Підляське воєводство)
Ґури (пол. Góry) — село в Польщі, у гміні Августів Августівського повіту Підляського воєводства.
У 1975-1998 роках село належало до Сувальського воєводства.